# Anna Monta Olek
Anna Monta Olek oder Anna-Monta Olek (* 21. August 2002 in Hannover) ist eine deutsche Judoka in der Gewichtsklasse bis 78 kg. Sie wurde 2025 Zweite bei den Europameisterschaften und bei den Weltmeisterschaften.

## Karriere
Anna Monta Olek kämpfte bis 2019 in der Gewichtsklasse bis 70 Kilogramm und seit 2020 in der Gewichtsklasse bis 78 Kilogramm. Ihr Heimatverein ist das Judo-Team Hannover. 2021 wurde Olek Junioreneuropameisterin und einen Monat später Juniorenweltmeisterin.
Beim Grand-Slam-Turnier in Abu Dhabi siegte sie 2024 im Finale über die Französin Chloé Buttigieg. Einen Monat später gewann sie bei den Deutschen Meisterschaften. Im Februar 2025 gelang Olek beim Turnier in Baku ihr zweiter Grand-Slam-Sieg, wobei sie im Finale ihre Landsfrau Alina Böhm bezwang. Im April 2025 bei den Europameisterschaften in Podgorica erreichte Olek das Finale mit einem Sieg über die Britin Emma Reid und verlor dann gegen die Portugiesin Patrícia Sampaio. Zwei Monate später trafen Olek und Sampaio im Halbfinale der Weltmeisterschaften in Budapest erneut aufeinander und Olek gewann. Im Finale unterlag sie der Italienerin Alice Bellandi und erhielt die Silbermedaille.
Anna Monta Olek ist die Tochter des ehemaligen Judokas Detlef Knorrek.